# Wacława Sakowicz
Wacława Sakowicz również jako Wacława Cumft-Sakowiczowa (ur. 6 marca 1896 w Wilnie; zm. 6 lipca 1987 w Częstochowie) – pianistka, kameralistka, pedagog. 
W latach 1914–18 studiowała grę fortepianową w Konserwatorium Moskiewskim pod kierunkiem Rudolfa Wałaszka i Nikołaja Orłowa. Studia pianistyczne uzupełniała w latach 1919-24 w Konserwatorium Warszawskim u Henryka Melcera. 
Prowadziła działalność pedagogiczną w Konserwatoriach: Warszawskim i Wileńskim. W Wilnie pracowała także w Państwowej Szkole Specjalnej dla Niewidomych. W latach 1946–76 prowadziła klasę fortepianu w Państwowej Szkole Muzycznej II st. w Częstochowie. 
Wykształciła grono znanych w kraju i za granicą muzyków. Należą do nich m.in.: dyrygent Tomasz Bugaj, kompozytor Wojciech Łukaszewski, pianistka Zofia Miller. Równocześnie, od 1946 roku, pracowała w szkole muzycznej w Radomsku. 
Prowadziła także działalność koncertową, występując zarówno jako solistka jak i kameralistka. 
Była wyróżniona Złotą Odznaką Zasłużonemu w Rozwoju Województwa Katowickiego, Medalem 25-lecia Wyzwolenia Częstochowy (1971) oraz Dyplomem Uznania za twórczy wkład dla rozwoju szkoły (1955).